# USS Panay (PR-5)

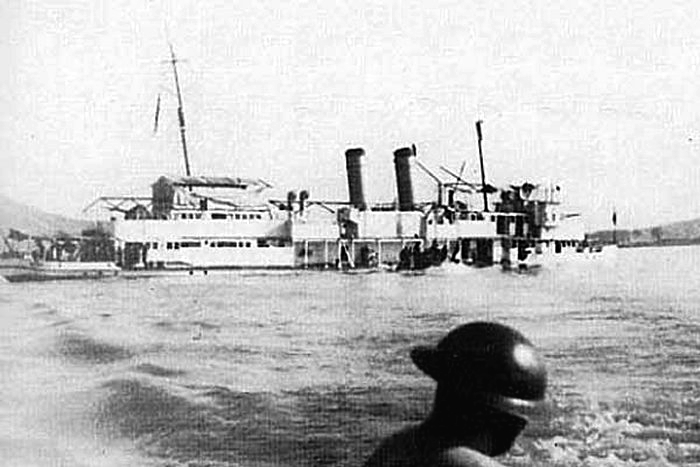
USS „Panay” tonie

USS Panay (PR–5) – amerykańska kanonierka rzeczna służąca w Patrolu Jangcy (ang. Yangtze Patrol), zatopiona przez japońskie lotnictwo w czasie incydentu w 1937.
Okręt zbudowano w stoczni Kiangnan Dockyard and Engineering Works w Szanghaju, a zwodowano 10 listopada 1927 w obecności matki chrzestnej Ellis S. Stone. Wszedł do służby amerykańskiej 10 września 1928, pierwszym dowódcą został komandor podporucznik James Mackey Lewis.

## Służba
Jednostka została przeznaczona do służby we Flocie Azjatyckiej (ang. Asiatic Fleet) na rzece Jangcy. Jej główną misją było chronienie amerykańskich obywateli i ich własności, często zagrożonych sytuacją polityczną w latach 20. i 30. XX wieku w Chinach. Służba USS „Panay” składała się głównie z odbywania rejsów na odcinkach rzeki, na których zagrożenie ze strony bandytów i dezerterów było największe. Wraz z siostrzanymi okrętami zapewniała ochronę amerykańskiej żegludze i obywatelom, podobnie jak czyniły okręty innych państw dla swoich obywateli. Często członkowie załogi kanonierki służyli jako uzbrojona ochrona na pływających po rzece amerykańskich parowcach. W 1931 dowódca okrętu, komandor podporucznik R.A. Dyer, raportował: Strzelanie do kanonierek i statków handlowych stało się czymś tak rutynowym, że każda jednostka przepływająca trawersem jest potencjalnym źródłem kul. Jednak Chińczycy okazują się być słabymi strzelcami i załoga okrętu, jak na razie, nie poniosła żadnych strat.
Gdy Japończycy po rozpoczęciu wojny z Chinami posuwali się przez południowe Chiny, amerykańskie kanonierki ewakuowały większość obsady ambasady w Nankinie w listopadzie 1937. USS „Panay” został przydzielony jako okręt bazowy (ang. station ship), by bronić pozostałych Amerykanów i zabrać ich w ostatnim momencie. Na pokład weszli 11 grudnia i kanonierka udała się w górę rzeki, by uniknąć zaangażowania w walki w okolicach oblężonego miasta. Trzy amerykańskie tankowce cywilne płynęły wraz z nim. Japoński dowódca morski w Szanghaju został poinformowany przed i po wypłynięciu o rejsie jednostek.
12 grudnia japońskie samoloty lotnictwa morskiego otrzymały rozkaz od armii japońskiej, by atakować „wszystkie jednostki pływające” na Jangcy powyżej Nankinu. Wiedząc o obecności USS „Panay” i statków handlowych, Japońska Cesarska Marynarka Wojenna zażądała potwierdzenia rozkazu, które przyszło zanim atak rozpoczął się o 13:27 tego dnia. Pomimo tego, że kilka dużych amerykańskich flag powiewało nad okrętami, a także jedna była wymalowana na dachu kabiny, japońskie samoloty kontynuowały ostrzał z broni pokładowej oraz bombardowanie obszaru dookoła USS „Panay”. Okręt otrzymał dwa trafienia bombami sześćdziesięciokilogramowymi zrzuconymi z trzech samolotów bombowych Yokosuka B4Y i został ostrzelany bronią pokładową przez dziewięć myśliwców Nakajima A4N. Po otrzymaniu kilku trafień bezpośrednich i wybuchach bomb w pobliżu kadłuba, zakotwiczony okręt zaczął tonąć. Załoga otrzymała rozkaz opuszczenia jednostki i dopłynęła do pobliskiego brzegu. USS „Panay” zatonął o 15:54. Trzech marynarzy zginęło, a czterdziestu trzech i pięciu cywilów zostało rannych. Na pokładzie kanonierki było obecnych dwóch kamerzystów: Norman Alley (Universal News) i Eric Mayell (Movietone News), którzy nagrali ujęcia podczas ataku, a następnie z brzegu, gdy okręt tonął. 
Amerykański ambasador natychmiast zgłosił formalny protest. Japoński rząd przyjął odpowiedzialność za atak, ale twierdził, że był on przypadkowy. Utrzymywano, że piloci nie mogli odróżnić flag chińskich od amerykańskich z odległości ponad 300 jardów, z jakiej atakowali. 22 kwietnia 1938 wypłacono duże odszkodowanie i oficjalnie sytuacja została załagodzona. Jednak faktyczne pogorszenie relacji pomiędzy Japonią i Stanami Zjednoczonymi zostało pogłębione.